# En psalm om tiden
En psalm om tiden är en psalm vars text är skriven av Per Harling. Musiken är skriven av Per Gunnar Petersson.

## Publicerad som
- Nr 827 i Psalmer i 2000-talet under rubriken "Människosyn, människan i Guds hand".